# Wote (Kenya)
Wote est une ville située dans le sud-est du Kenya, servant de capitale administrative du comté de Makueni. Elle se trouve à environ 134 Km au sud-est de Nairobi,.

## Histoire
En juin 2018, Wote a été érigée en municipalité, couvrant une superficie d'environ 1 082 kilomètres carrés et ayant atteint une population de 164 116 habitants selon le recensement de 2019. La ville est divisée en six quartiers : Kako, Kaumoni, Kikumini, Muvau, Nziu et Wote. La plupart de ces quartiers se situent dans la circonscription de Makueni, tandis que Kako relève de Mbooni et Kaumoni de Kaiti.

## Administration
Wote sert de centre administratif pour le comté de Makueni. En septembre 2023, la ville est devenue le siège du diocèse catholique romain de Wote, avec l'installation de Monseigneur Paul Kariuki Njiru  comme premier évêque.

## Éducation
La ville abrite plusieurs institutions éducatives, dont l'Institut de Formation Technique de Wote, qui propose des programmes visant à développer les talents et les compétences en utilisant des technologies de pointe.